# 吴梅故居
吴梅故居，位于江苏省苏州市姑苏区蒲林巷35-1号。建于清代，为苏州市文物保护单位。

## 历史
吴梅（1884年 - 1939年），子瞿安，苏州人，戏曲家、教育家。曾在中央大学、北京大学等校任教。吴梅精通元曲，擅长音律，著有《曲学通论》、《中国戏曲概论》等，创作编写了十余个剧本。
吴梅故居建于1911年，1929年翻建，占地535平方米。故居有一路三进，第一进楼厅前两侧有厢房，大门位于东厢房，楼厅东为藏书楼“奢摩他室”，第二进堂楼二楼为“百嘉室”，后门通双林巷。
1998年11月24日，苏州市人民政府公布，其入选第四批苏州市文物保护单位。